# Mustafa Kamal

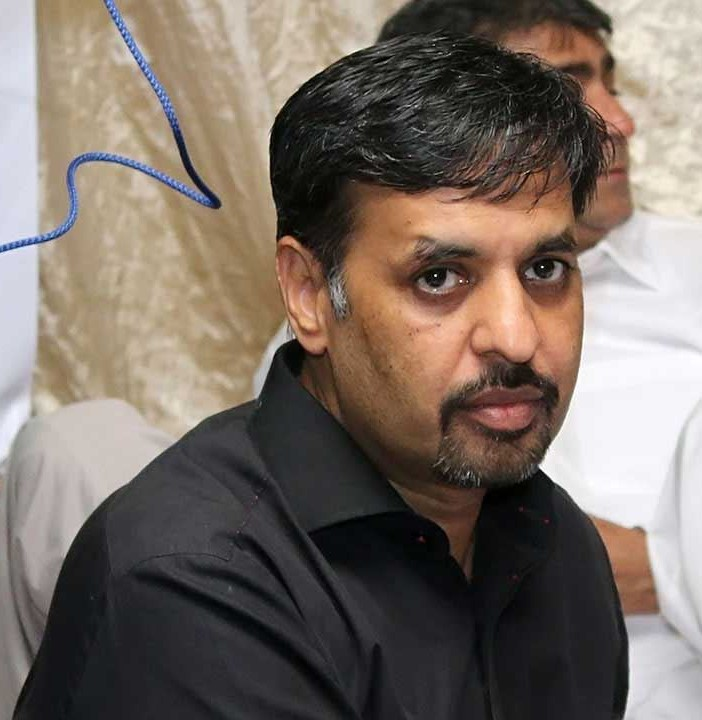
Mustafa Kamal

Mustafa Kamal (* 27. Dezember 1971 in Karatschi) ist ein pakistanischer Politiker, Gründer und derzeitiger Vorsitzender der Pak Sarzameen Party. Zuvor war er Senator im Senat von Pakistan und Bürgermeister der größten Stadt Pakistans, Karatschi.

## Leben
Mustafa Kamal wurde am 27. Dezember 1971 in Karatschi geboren und besuchte die Schule in der Stadt. Anschließend verließ er Pakistan nach Malaysia, wo er einen Abschluss in Betriebswirtschaft machte. Danach ging er nach Großbritannien, wo er einen Master-Abschluss in Betriebswirtschaftslehre an der University of Wales in Aberystwyth erwarb.
2003 wurde Mustafa Kamal von der Muttahida-Qaumi-Bewegung (MQM) zum IT-Minister der Provinz Sindh gewählt. Mustafa Kamal war von 2003 bis 2005 IT-Minister für die Provinz Sindh. Am 7. Oktober 2005 wurde Mustafa Kamal von MQM für seine Arbeit in der Partei zum Bürgermeister von Karatschi gewählt. Mustafa Kamal war einer der erfolgreichsten Bürgermeister von Karatschi. 2010 gewann er den World Mayor Prize.
2012 wurde er von Sindh in den pakistanischen Senat gewählt. 2013 trat er von seinem Amt zurück und begründete seinen Rücktritt mit persönlichen Verpflichtungen. Mustafa Kamal verließ Pakistan, nachdem er politische Differenzen entwickelt hatte. Die MQM gab bekannt, dass Mustafa Kamal seinen Rücktritt vom Senatssitz eingereicht und Pakistan aus persönlichen und familiären Gründen verlassen hat. Später in Dubai kam Mustafa Kamal zu Bahria Town von Malik Riaz und leitete von Dubai aus das Baugeschäft von Bahria Town.
Mustafa Kamal kehrte am 3. März 2016 nach Pakistan zurück und gründete wenige Tage später die Pak Sarzameen Party, indem er einen neuen Diskurs entwickelte.